# Bono, Sassari
Bono là một đô thị ở tỉnh Sassari trong vùng Sardinia, có khoảng cách khoảng 130 km về phía bắc của Cagliari và cách khoảng 50 km southvề phía đông của Sassari. Tại thời điểm ngày 31 tháng 12 năm 2004, đô thị này có dân số 3.757 người và diện tích là 74,5 km².
Bono giáp các đô thị: Anela, Benetutti, Bonorva, Bottidda, Bultei, Nughedu San Nicolò, Oniferi, Orotelli.